# EC Pinheiros (PR)
Der EC Pinheiros ist ein ehemaliger brasilianischer Fußballverein aus Curitiba, der Hauptstadt des Bundesstaates Paraná. Der auf den 1914 gegründeten Verein Savóia FC zurückgehende dreifache Staatsmeister trug bis 1971 den Namen EC Água Verde. Im Dezember 1989 ging der Verein durch eine Fusion im heutigen Paraná Clube auf.

## Vereinsgeschichte
Am 14. Juli 1914 wurde in dem südlich des Stadtzentrums von Curitiba gelegenen Viertel Água Verde von den Nachkommen italienischer Einwanderer ein Fußballverein gegründet, der zu Ehren der italienischen Dynastie des Casa Savóia auf den Namen Savóia Futebol Clube getauft wurde. Die Vereinsfarben wurden von der italienischen Flagge übernommen und waren folglich Grün, Rot und Weiß.
Nur wenige Monate später entstand im selben Viertel mit dem EC Água Verde ein weiterer Sportverein, der nach dem Namen seines Viertels benannt wurde und die Vereinsfarben Grün und Weiß erhielt.
In den 1920er Jahren fusionierten diese beiden Vereine unter dem Namen Savóia-Água Verde. Nachdem sich Brasilien im Zweiten Weltkrieg (1942) den Alliierten angeschlossen hatte, wurden viele Vereine mit Namen, die auf die Achsenmächte Italien oder Deutschland Bezug nahmen, dazu angehalten, diesen zu „brasilianisieren“. Savóia benannte sich hier demonstrativ in EC Brasil um. Unmittelbar nach Kriegsende im April 1945 nahm der Verein wieder den Namen des Vorgängervereins EC Água Verde und dessen Farben Grün und Weiß an.
Um sich vom Stadtrivalen Coritiba FC abzugrenzen, der die gleichen Vereinsfarben hat, entschied der Verein sich 1960 für blau-weiße Trikots. Die Umbenennung in EC Pinheiros – nach dem hier weit verbreiteten Baum Pinheiro-do-Paraná, der Brasilianischen Araukarie, die auch als ein Symbol des Staates dient – erfolgte am 12. August 1971. Mit Wirkung vom 19. Dezember 1989 fusionierte der EC Pinheiros mit dem ebenfalls in Curitiba beheimateten Colorado EC zum Paraná Clube.

## Sportliche Erfolge

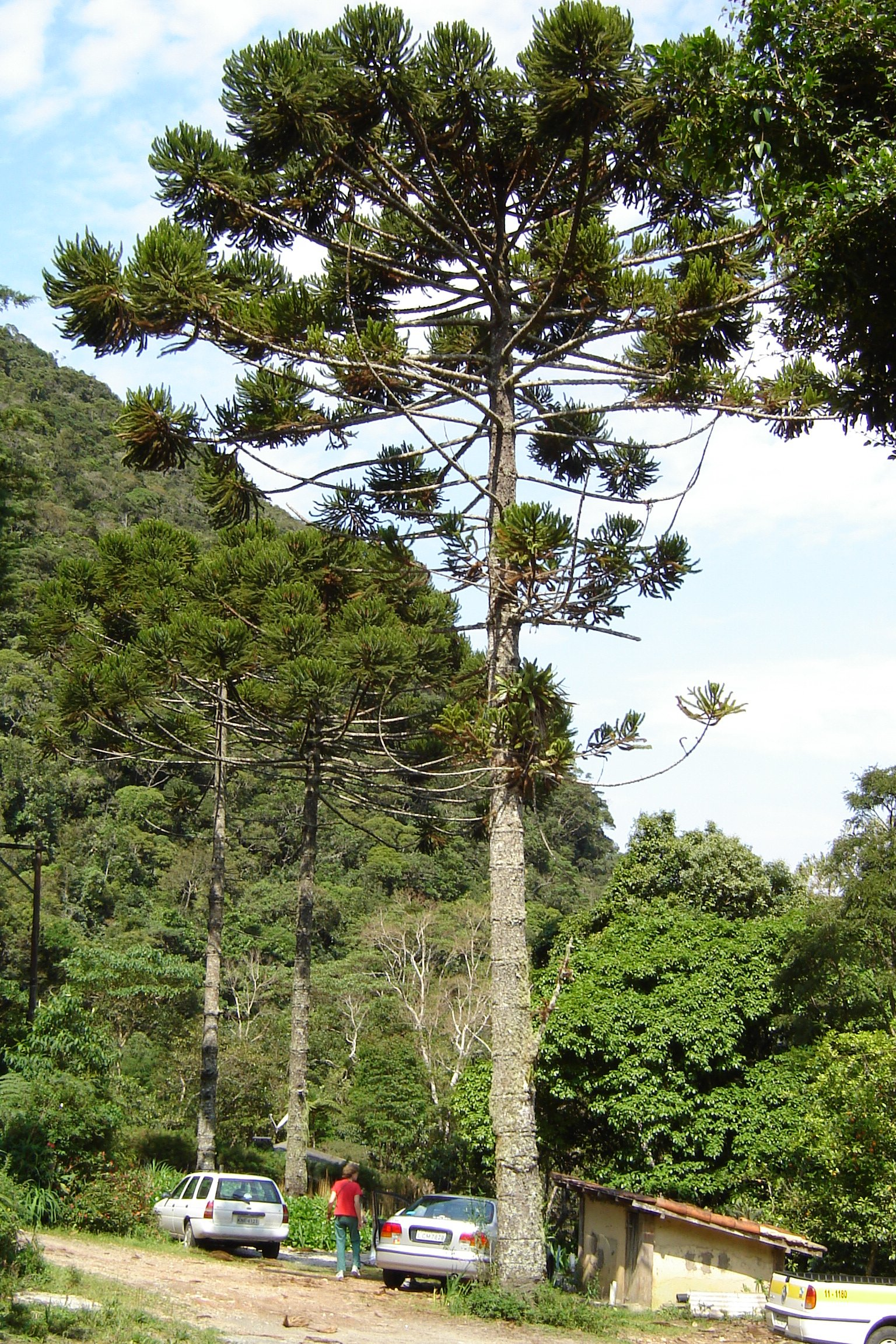
Brasilianische Araukarie. In Brasilien als Pinheiro bezeichnet

Die größten Erfolge feierte der Verein mit dem dreimaligen Gewinn der Staatsmeisterschaft von Paraná (1967 als Água Verde sowie 1984 und 1987 als EC Pinheiros) und der zweifachen Teilnahme an der landesweiten Fußballmeisterschaft, dem Campeonato Brasileiro de Futebol, in den Jahren 1981 und 1985. Während die Pinheiros 1981 nur neun Spiele absolvieren durften, weil sie – mit der Bilanz von nur einem Sieg, aber insgesamt sechs Unentschieden und zwei Niederlagen – bereits nach der Vorrunde ausschieden, überstanden sie 1985 die Vorrunde und qualifizierten sich immerhin für die Zwischenrunde, was ihnen insgesamt 22 Spiele ermöglichte.
Die Bilanz ihrer insgesamt 31 Spiele um das Campeonato Brasileiro fällt absolut ausgeglichen aus: es gab jeweils acht Siege und Niederlagen sowie 15 Unentschieden bei einem Torverhältnis von 30:28 zu Gunsten des EC Pinheiro. Ihre minimalistische Spielweise spiegelt sich in ihren Ergebnissen wider: jeweils sechs Remis endeten mit 0:0 bzw. 1:1. Das häufigste Siegergebnis war das (fünfmal erzielte) 1:0 und mit dem Ergebnis von 0:1 verlor man auch am häufigsten (dreimal). In der Gesamtwertung des Jahres 1981 belegte Pinheiros den 34. Rang aller brasilianischen Vereine und 1985 erzielte man mit dem 21. Rang die beste Platzierung der Vereinsgeschichte.
Am meisten profitierte der EC Pinheiros in den Spielen um die landesweite Meisterschaft von seiner Heimstärke. Von den insgesamt 15 Spielen (mit einer Torbilanz von 14:9) gewann er fünf und spielte neunmal unentschieden. Seine einzige Heimniederlage bezog er am 30. März 1985 mit 0:1 gegen AA Ponte Preta. Die Auswärtsbilanz von 16 Spielen liegt folglich bei drei Siegen, sechs Remis und sieben Niederlagen sowie einem Torverhältnis von 16:19.
Im letzten Jahr seines Bestehens qualifizierte Pinheiros sich ferner zum einzigen Mal in der Vereinsgeschichte für die Endrunde um den brasilianischen Pokalwettbewerb, die Copa do Brasil 1989, wo man im Juli 1989 zweimal (mit 0:1 und 1:2) gegen den Mixto EC unterlag.

## Beste Torschützen
Bester Torschütze des Vereins in den Spielen um die nationale Meisterschaft ist Enéias Camargo, der in der Saison 1985 für die Pinheiros 19 Spiele absolvierte und dabei sieben Treffer erzielte, was einem Schnitt von 0,37 entspricht. Auf eine ähnlich erfolgreiche Quote (0,33) brachte es Paulinho, der 1981 in allen neun Spielen zum Einsatz kam und drei Treffer erzielte. Auch Rodolfo Carlos de Lima alias Capitão erzielte für die Pinheiros (in 11 Spielen der Meisterschaftsrunde 1985) drei Treffer, was einem Schnitt von 0,27 entspricht. Während sich die sieben Tore von Camargo jedoch auf sechs Spiele verteilen (nur einmal erzielte er einen Doppelpack) und die drei Tore von Paulinho in drei verschiedenen Spielen erzielt wurden, war Capitão nur in einem einzigen Spiel erfolgreich, wo er am 10. März 1985 alle drei Tore zum 3:1-Sieg seiner Mannschaft bei Corumbaense beisteuerte. Es war übrigens das einzige der insgesamt 31 Meisterschaftsspiele, in denen der EC Pinheiros drei Treffer erzielte!
Mehrere Spieler des Vereins bzw. seiner Rechtsvorgänger konnten sogar die Torjägerkrone der Staatsmeisterschaft von Paraná einheimsen:
| Saison | Spieler         | Vereinsname       | Tore |
| ------ | --------------- | ----------------- | ---- |
| 1940   | Turin           | Savóia-Água Verde | 12   |
| 1945   | Mário Rossetto  | Água Verde        | 12   |
| 1951   | César Frizzio 1 | Água Verde        | 15   |
| 1962   | Djalma          | Água Verde        | 27   |
| 1963   | Duilo           | Água Verde        | 23   |
| 1964   | Grilo 1         | Água Verde        | 16   |

1 Torjägerkrone geteilt mit einem anderen Spieler

## Erfolge
- Staatsmeisterschaft von Paraná: 1967, 1984, 1987